# Instituto de Desarrollo Regional de Castilla-La Mancha
El Instituto de Desarrollo Regional (IDR) es un centro de investigación y desarrollo multidisciplinar, perteneciente a la Universidad de Castilla-La Mancha, con sede en la ciudad española de Albacete. Creado en 1994, tiene como misión contribuir al desarrollo de Castilla-La Mancha.
La investigación desarrollada en este centro abarca campos tan dispares como la Biotecnología, la Agronomía, el Medio Ambiente, la Teledetección, la Tecnología Electrónica o la Ingeniería de Materiales.

## Misión
El objetivo fundamental del IDR es la investigación aplicada multidisciplinar y contribuir al desarrollo de Castilla-La Mancha. La docencia de posgrado y de técnicos especializados es otra de sus funciones. En el seno del IDR tienen lugar congresos y exposiciones, algunos de ellas de carácter internacional. El variado abanico de campos de investigación que se desarrolla en este centro permite establecer sinergias entre diferentes disciplinas y fortalecer las investigaciones que se llevan a cabo en este centro. El Instituto de Desarrollo Regional favorece la innovación y el desarrollo transfieriendo tecnología a empresas e instituciones. Es habitual su colaboración con el Gobierno de Castilla-La Mancha en numerosos proyectos.

## Grupos de investigación
El Instituto de Desarrollo Regional cuenta con los siguientes grupos de investigación:
- Biotecnología y Recursos Naturales
- Calidad Alimentaria[8]
- Ciencia e Ingeniería de Materiales
- Economía Agroalimentaria
- Recursos Cinegéticos y Ganaderos
- Tecnología Electrónica de la Imagen y el Sonido
- Teledetección y Sistemas de Información Geográfica[9]

## Instalaciones
La sede del Instituto de Desarrollo Regional está situada en el Campus Universitario de Albacete, junto a la Escuela Técnica Superior de Ingenieros Agrónomos y de Montes y al Parque Científico y Tecnológico de la capital. El edificio del IDR alberga numerosos laboratorios de investigación de muy diversa índole.